# Marattia douglasii
Marattia douglasii là một loài dương xỉ trong họ Marattiaceae. Loài này được Baker mô tả khoa học đầu tiên.